# Shape of Things to Come (canción)
«Shape of Things to Come» es una canción escrita por la pareja de compositores Barry Mann y Cynthia Weil  para la película Wild in the Streets, interpretada por la banda ficticia Max Frost and The Troopers en su álbum de 1968 del mismo nombre. 
Como parte de su exhibición, se filmó un vídeo promocional en el que el actor Cristopher Jones (en su papel estelar de Max Frost) hacía creer al público que era su propia voz.
Fue lanzada por la casa discográfica Tower Records.
El tema fue también grabado como una canción instrumental por Davie Allan and the Arrows, quienes en apariencia fueron los verdaderos músicos no acreditados del tema, junto con la voz principal del cantante Paul Wibier. 
“Shape of Things to Come” es una canción muy breve (de apenas 1:57 minutos), con un mensaje sencillo y directo, perteneciente al género de rock psicodélico. Como lado B, se incluyó “Free Lovin'”.

## Otras versiones
Debido a la popularidad de la canción en Estados Unidos y en otros países, un gran número de artistas han hecho su propia versión. Entre ellos se encuentran Slade, Rich Kids, Vacuum, Aorta, Third Rail, Paul Revere & The Raiders, The Pointed Sticks, The Ramones, The Fuzztones, The Urinals, The Diodes, Mod Fun y Marshmallow Overcoat. Más recientemente, ha sido lanzada por  Thee Dirtybeats, Toxic Reasons y Janelle Monáe. En Perú, la primera banda en hacer un cover fueron Los Silverton's en 1968, titulado "Forma de las cosas que vienen". Un año después, Los Belkings sacaron la versión instrumental titulada "Forma de las cosas por venir". La banda JAS grabó en 1988 con gran éxito "Hubo en el Mundo", versión libre en español de la canción, solo que no respetó los derechos de autor. Una radio local los puso al descubierto.

## Éxito
La canción fue producida por  Mike Curb para el filme de exploitation Wild in the Streets, estranda en Estados Unidos en mayo de 1968,  donde el actor Christopher Jones hace la mímica y el movimiento de labios al supuestamente cantar todas las canciones. Un joven y por entonces poco conocido Richard Pryor interpreta al baterista de la banda de Jones.
“Shape of Things to Come” fue también usado como el tema principal en el show humorísitico mexicano de inicios de los 70´s llamado “Ensalada de Locos”, el cual presentaba a Manuel "El Loco" Valdés, Héctor Lechuga y Alejandro Suárez, y de gran audiencia en toda Latinoamérica.

## Lanzamientos
La canción originalmente apareció como la primera pista del Lado A del LP Shape of Things to Come.
Posteriormente, fue lanzado como un sencillo de 45 RPM por Tower 419, con un lado B titulado "Free Lovin'" (compuesto por Guy Hemric y Paul Wibier). El sencillo alcanzó el puesto #22 en el listado de Billboard Hot 100 durante la semana del 26 de octubre de 1968, y alcanzó el #2 en listados de Canadá por dos semanas consecutivas durante la tercera semana de octubre de 1968. La canción permaneció un total de 9 semanas en el listado de Billboard.
"Shape of Things to Come" fue incluido en 1998 en el tomo 4 del CD box set Nuggets: Original Artyfacts from the First Psychedelic Era, 1965-1968.

## En cultura popular
- En 2006, la versión original de  la canción por Max Frost and The Troopers fue utilizada para un comercial para la televisión por Target Stores.